# Жак Шилие
Жак Шилие (на френски: Jacques Chilier) е католически свещеник, първият успенец в България приел източнокатолическия обред.

## Биография
Жак Шилие е роден на 28 юли 1839 г. в Ним, Гар, Франция. Той е брат на Александър Шилие. Както брат си учи в колежа на успенците в град Виган. Между 1854 г. и 1863 г. живее и служи в различни успенски общности в Ним и около Париж.
Няколко дена преди да замине за България, на 15 октомври 1863 г. полага вечните си обети. С отец Августин Галоа заминава при Викторин Галабер в Пловдив. Там е назначен за учител в католическото училище „Св. Андрей“. Овладява перфектно български език и остава повече от 20 години в града с изключение през учебната 1882 – 1883 г. когато успенците създават колеж в София и той е учител в него.
Епископ Михаил Петков успява да убеди отец Жак да приеме източнославянския обред. На 22 септември 1883 г. в Одрин той придобива свещенически сан. Той е първият успенец приел славянския ритуал. Отец Жак Шилие е първият енорист в новосъздадената Пловдивска униатска енория „Възнесение Господне“. Бил е познат като отец Яков. Той изпълнява тази длъжност до 1892 г. като в същото време преподава в колежа „Свети Августин“ в града.
През 1895 г. по лекарска препоръка се връща във Франция. Там отец Жак живее в общността на успенците в Париж, където умира на 3 юли 1896 г. от инсулт.